# Wendell Berry
Wendell Berry (Henry, Kentucky, 5 de agosto de 1934) es un escritor y granjero estadounidense. Es autor de novelas, cuentos, poemas y ensayos y un defensor de la agricultura ecológica.

## Primeros años
Wendell Berry es el primero de los cuatro hijos de John Marshall Berry, un abogado y productor agrícola, y Virginia Erdman Berry. Las familias de ambos padres cultivaron en granjas del Condado de Henry durante al menos cinco generaciones. 
Asistió a la escuela secundaria en el Instituto Militar de Millersburg, y luego obtuvo una licenciatura y una maestría en inglés de la Universidad de Kentucky, donde en 1956 conoció al que también llegaría a ser escritor, Gurney Norman.

## Escritor
En 1957, completó su maestría y se casó con Tanya Amyx. En 1958, asistió a programa de escritura creativa la Universidad de Stanford como compañero de Wallace Stegner, en un seminario que incluyó a Edward Abbey, Larry McMurtry, Stone, Robert, Gaines Ernest, Olsen Tillie, y Ken Kesey.
Su primera novela, Nathan Coulter, fue publicada en abril de 1960. Berry obtuvo una beca de la Fundación Guggenheim en 1961 por lo cual viajó con su familia a Italia y Francia, donde llegó a conocer a Wallace Fowlie, crítico y traductor de literatura francesa. De 1962 a 1964, impartió clases de inglés en el Bronx, en University College de la Universidad de Nueva York. Desde 1964, comenzó a enseñar escritura creativa en la Universidad de Kentucky, en donde trabajó hasta 1977.

## Granjero y agrarista
En 1965, Berry compró la finca "Lane's Landing" de 125 acres, donde fijó su residencia y comenzó a cultivar maíz y granos pequeños. Esta finca se encuentra cerca de Port Royal, un área no incorporada del condado de Henry, cerca de los lugares de nacimiento de sus padres, y a la orilla occidental del río Kentucky, no muy lejos de su desembocadura en el río Ohio. Allí ha vivido, labrado la tierra y escrito hasta el día de hoy. Sobre sus primeras experiencias agrícolas y su decisión de volver a la tierra, escribió ensayos como La Casa de piernas largas y Una Colina Nativa.
En la década de 1970 y principios de 1980, editó y escribió, para Rodale Press, sus libros Jardinería y la Agricultura Ecológicas y La Nueva Granja. Desde 1987 hasta 1993, regresó al Departamento de inglés de la Universidad de Kentucky. Berry ha escrito por lo menos veinticinco libros y folletos de poemas, dieciséis volúmenes de ensayos y once novelas y colecciones de cuentos. Su obra literaria parte de la noción de tener raíces y responder a la problemática del lugar de origen.
Berry, un cristiano de toda la vida, ha criticado la actitud de las organizaciones cristianas que no desafían la complacencia cultural sobre la degradación del medio ambiente, y ha mostrado su disposición a criticar lo que él percibe como la arrogancia de algunos religiosos. Su crítica más elocuente y madura a este respecto es, probablemente, el ensayo titulado "El cristianismo y la supervivencia de la creación", publicado en El arte de cuidar la casa común:
Evidentemente, 'el sentido de la santidad de la vida' no es compatible con una economía explotadora. No es posible que tengamos conciencia de que la vida es sagrada y que al mismo tiempo estemos tan contentos viviendo de unas prácticas económicas que a diario destruyen la vida y merman sus posibilidades. Y muchas organizaciones cristianas, si no la mayoría, parecen hoy en día estar perfectamente a gusto con la economía militar-industrial y su destrucción 'científica' de la vida. Sin duda, si queremos permanecer libres y permanecer fieles a nuestra herencia religiosa, tenemos que mantener una clara separación entre la iglesia y el estado. Pero si queremos conservar algún sentido o coherencia o significado en nuestras vidas, no podemos tolerar la actual desconexión total entre religión y economía. Por 'economía' no me refiero a la carrera universitaria que lleva ese nombre, y que es el estudio de cómo hacer dinero, sino más bien a los caminos para hacer y cuidar una casa humana, un hogar, y a los caminos para situar y mantener esa casa humana dentro de la casa de la naturaleza. Desinteresarse por la economía es desinteresarse por la práctica de la religión; es desinteresarse por la cultura y por lo que distingue a lo humano.
Berry es miembro de la Academia Temenos de Gran Bretaña, una sociedad científica dedicada al estudio de las religiones y las búsquedas espirituales, y publica con frecuencia artículos en su revista anual. Es también un defensor del pacifismo cristiano y opositor de la guerra, y como destaca en su libro "Bieanventurados los Pacificadores: Las enseñanzas de Cristo sobre el amor, la compasión y el perdón" (2005).

## Activismo
El 10 de febrero de 1968 Berry presentó "una declaración contra la guerra en Vietnam" durante la Conferencia de Kentucky sobre la Guerra y el Proyecto de la Universidad de Kentucky, en Lexington.
El 3 de junio de 1979 participó en la desobediencia civil no violenta contra la construcción de la planta de energía nuclear de Marble Hill, cerca de Hanover (Indiana). Él describe "este acontecimiento casi sin acontecimientos" y se expande sobre sus razones para participar, en el ensayo "El Reactor y el Jardín".
El 3 de febrero de 2003 su ensayo titulado "Respuesta Ciudadana a la Estrategia de Seguridad Nacional de los Estados Unidos", fue publicado como un anuncio de página completa en The New York Times.[14], Afirmó que la estrategia de Seguridad Nacional de Bush, conllevaba un radical revisión del carácter político de la nación.
El 4 de enero de 2009 Berry y Wes Jackson, presidente de The Land Institute, publicaron un artículo de opinión en The New York Times titulado "Una ley agrícola para 50 años". En julio de 2009 Berry, Jackson y Fred Kirschenmann, del Centro Leopold para la Agricultura Sostenible, se reunieron en Washington D. C. para promover esta idea. Berry y Jackson escribieron que: "necesitamos un proyecto de ley agrícola de 50 años que aborde con franqueza los problemas de pérdida y degradación del suelo, la contaminación tóxica, la dependencia de los combustibles fósiles y la destrucción de las comunidades rurales".
También en enero de 2009 Berry dio a conocer un comunicado en contra de la pena de muerte, que comienza diciendo: "Así como me incomoda la toma de una vida humana antes del nacimiento, también me incomoda la toma de una vida humana después del nacimiento." En noviembre de 2009, Berry y otros 38escritores de Kentucky, escribieron al gobernador Steve Beshear y el fiscal general Jack Conway para pedirles que imponer una moratoria sobre la pena de muerte en ese estado.
El 2 de marzo de 2009 se unió a más de 2.000 activista en un bloqueo no violento de las puertas de una planta térmica de carbón en Washington D. C..
El 22 de mayo de 2009 en una audiencia en Louisville, habló contra el "Sistema Nacional de Identificación de Animales" y afirmó que siendo imposible que fuera adoptado por los pequeños granjeros.
En octubre de 2009, en conjunto con la "Berea-based Kentucky Environmental Foundation" (KEF)y otras organizaciones sin ánimo de lucro y miembros de la cooperativa de electrificación rural, envió una petición y protestó contra la construcción de una planta termoeléctrica abastecida con carbón en Condado de Clark (Kentucky). El 28 de febrero de 2011, fue definitivamente cancelada la construcción de esa planta.
El 28 de septiembre de 2010 participó en un mitin en Louisville, durante una audiencia de la Agencia de Protección Ambiental, EPA, sobre la gestión de cenizas de carbón. Berry dijo: "La EPA sabe que las cenizas de carbón son un veneno. Le pedimos sólo que crea en sus propias conclusiones sobre este tema y cumplía con su deber".
Berry y otros 14 manifestantes, pasaron el fin de semana del 12 de febrero de 2011, encerrados en la oficina del gobernador de Kentucky, exigiendo el fin de la minería del carbón a cielo abierto. Formó parte del grupo ambientalista "Kentuckianos por la Comunidad" que inició el plantón el viernes y se retiró al mediodía del lunes para unirse a cerca de otros 1.000 otros en una manifestación al aire libre.
El Centro Berry se estableció en 2011 en New Castle (Kentucky), "con el propósito de conseguir el enfoque, el conocimiento y la cohesión necesarios para la labor de cambiar nuestro ruinoso sistema de agricultura industrial por un sistema y una cultura que utiliza la naturaleza como la norma, no causa daños permanentes a la ecosfera y toma en consideración la salud humana en las comunidades locales".
Berry es y ha sido siempre, en efecto, un activista comprometido y ciertamente prolífico. Conviene no perder de vista, empero, que siempre le ha atribuido al activismo un papel secundario; importante, pero secundario. Para él, la reforma verdaderamente primordial y urgente no es institucional, sino privada; no es estatal, sino cultural: "Pero ni siquiera la protesta pública más elaborada es suficiente. [...]. Los cambios que hacen falta son cambios fundamentales en nuestro modo de vida".

## Obras

### Novelas y colecciones de cuentos
- Nathan Coulter. Boston: Houghton Mifflin, 1960 (North Point, 1985)
- A Place on Earth. Boston: Harcourt, Brace, 1967 (North Point,1983; Counterpoint, 2001)
- The Memory of Old Jack. New York: Harcourt, Brace, Jovanovich 1974. (Counterpoint 2001)
- The Wild Birds: Six Stories of the Port William Membership. San Francisco: North Point, 1986
- Remembering. San Francisco: North Point, 1988
- Fidelity: Five Stories. New York: Pantheon, 1992 (Fidelity: Cinco relatos, Nuevo Inicio, Granada, 2012)
- Watch With Me and Six Other Stories of the Yet-Remembered Ptolemy Proudfoot and His Wife, Miss Minnie, Née Quinch. New York: Pantheon, 1994 (Velad conmigo y otros seis relatos acerca del todavía recordado Ptolemy Proudfoot y de su esposa, la señorita Minnie, con apellido de soltera Quinch, Nuevo Inicio, Granada, 2017)
- A World Lost. Washington D. C.: Counterpoint, 1996
- Jayber Crow. Washington D. C.: Counterpoint, 2000
- Three Short Novels  (Nathan Coulter, Remembering, A World Lost). Washington D. C.: Counterpoint, 2002
- Hannah Coulter. Washington D. C.: Shoemaker & Hoard. 2004
- That Distant Land: The Collected Stories. Washington, D. C.: Shoemaker & Hoard, 2004
- Andy Catlett: Early Travels. Washington, D. C.: Shoemaker & Hoard, 2006
- Whitefoot: A Story from the Center of the World. Berkeley: Counterpoint. 2009[26]

### Cuentos sueltos
- "Mike". The Sewanee Review. Winter 2005 and New Stories from the South: The Year's Best - 2006. Chapel Hill: Algonquin. 2006
- "The Requirement". Harper's Magazine. Marzo 2007
- "Burley Coulter's Fortunate Fall". Sewanee Review, Spring 2008, Vol 116 Issue 2, p264-273, 10 pp.
- "A Desirable Woman". Hudson Review, Summer 2008, Vol 61 Issue 2, p295-314, 20 pp.
- "Stand By Me". The Atlantic. Agosto 2008
- "Misery". Shenandoah: The Washington and Lee Review], Winter 2008, Vol 58, Number 3, p111 ff.
- "A Burden". Oxford American, Issue 66, agosto de 2009, p. 66-70, 5 pp.
- "The Dark Country". Sewanee Review, Spring 2009, Vol 117 Item 2, pp. 163–180
- "Andy Catlett: Early Education". The Threepenny Review. Primavera 2009
- "Fly Away, Breath". The Threepenny Review. Primavera 2008 y New Stories from the South: The Year's Best - 2009. Chapel Hill: Algonquin. 2009
- "A Place in Time: Some Chapters of a Telling Story". Hudson Review, Summer 2009, Vol 62 Issue 2, 217–238
- "Nothing Living Lives Alone". The Threepenny Review. Primavera 2011
- "Sold". The Atlantic Fiction 2011, 16–21
- "In the Nick of Time". Sewanee Review, verano 2011, Vol. 119 No. 3, 245-373
- A Place in Time: Twenty Stories of the Port William Membership. Berkeley: Counterpoint, 2012

### Ensayos
- The Long-Legged House. New York: Harcourt, Brace, Jovanovich, 1969 (Shoemaker & Hoard, 2004)
- The Hidden Wound. Boston: Houghton Mifflin, 1970
- The Unforeseen Wilderness: Kentucky's Red River Gorge. Fotos de Ralph Eugene Meatyard. U P Kentucky, 1971. Revised North Point, 1991. Reissued and revised Shoemaker & Hoard, 2006
- A Continuous Harmony: Essays Cultural & Agricultural. New York: Harcourt, Brace, 1972 (Shoemaker & Hoard, 2004)
- The Unsettling of America: Culture and Agriculture. San Francisco: Sierra Club, 1977; Avon Books, 1978; Sierra Club, 1986
- The Gift of Good Land: Further Essays Cultural and Agricultural. San Francisco: North Point, 1981 (Counterpoint, 2009)
- Recollected Essays: 1965-1980. San Francisco: North Point, 1981
- Standing by Words. San Francisco: North Point, 1983 (Shoemaker & Hoard, 2005)
- Meeting the Expectations of the Land: Essays in Sustainable Agriculture and Stewardship, 1984 editor with Wes Jackson and Bruce Colman
- Home Economics: Fourteen Essays. San Francisco: North Point, 1987 (Counterpoint, 2009)
- Descendants and Ancestors of Captain James W. Berry, con Laura Berry. Bowling Green, KY: Hub, 1990
- Harlan Hubbard: Life and Work. Lexington, Kentucky: U P of Kentucky, 1990
- What Are People For? New York: North Point, 1990 (¿Para qué sirve la gente?, Nuevo Inicio, Granada, 2018)
- Standing on Earth, (Selected Essays). Golgonooza Press, (UK), 1991
- Sex, Economy, Freedom & Community. New York: Pantheon, 1992 (Sexo, economía, libertad y comunidad, Nuevo Inicio, Granada, 2012)
- Another Turn of the Crank. Washington, D. C.: Counterpoint, 1996
- Grace: Photographs of Rural America with Gregory Spaid and Gene Logsdon. New London, New Hampshire: Safe Harbor Books, 2000
- Life Is a Miracle.Washington D. C.: Counterpoint, 2000 (La vida es un milagro, Nuevo Inicio, Granada, 2012)
- In the Presence of Fear: Three Essays for a Changed World. Great Barrington, MA: Orion, 2001
- The Art of the Commonplace: The Agrarian Essays of Wendell Berry. Ed. Norman Wirzba. Washington, D. C.: Counterpoint, 2002 (El arte de cuidar la casa común: Ensayos sobre cultura agraria editados e introducidos por Norman Wirzba, Nuevo Inicio, Granada, 2019)
- Citizens Dissent: Security, Morality, and Leadership in an Age of Terror.(With David James Duncan. Foreword by Laurie Lane-Zucker) Great Barrington, MA: Orion, 2003
- Citizenship Papers. Washington, D. C.: Shoemaker & Hoard, 2003
- Tobacco Harvest: An Elegy. Fotos de James Baker Hall. Lexington, Kentucky: U P of Kentucky, 2004
- Blessed Are the Peacemakers: Christ's Teachings about Love, Compassion & Forgiveness. Washington, D. C.: Shoemaker & Hoard, 2005
- The Way of Ignorance and Other Essays. Washington, D. C.: Shoemaker & Hoard, 2005
- Bringing It to the Table: On Farming and Food. Berkeley: Counterpoint, 2009
- Imagination in Place. Berkeley: Counterpoint, 2010
- What Matters? Economics for a Renewed Commonwealth Berkeley: Counterpoint, 2010
- The Poetry of William Carlos Williams of Rutherford. Berkeley: Counterpoint, 2011. ISBN 978-1-58243-714-9
- It All Turns on Affection: The Jefferson Lecture and Other Essays, Counterpoint, Berkeley, Granada, 2012
- Distant Neighbors: The Selected Letters of Wendell Berry and Gary Snyder, Counterpoint, Berkeley, 2014
- Our Only World: Ten Essays, Counterpoint, Berkeley, 2015
- The Art of Loading Brush: New Agrarian Writings, Counterpoint, Berkeley, 2017
- The World-Ending Fire: The Essential Wendell Berry, Counterpoint, Berkeley, 2017 (El fuego del fin del mundo, Errata Naturae, Madrid, 2020)
- Wendell Berry: Essays 1969-1990, Library of America, New York, 2019
- Wendell Berry: Essays 1993-2017, Library of America, New York, 2019

### Opinión
- "Against the Death Penalty"; "KCADP's You Tube Channel." 24 de abril de 2009
- "The Cost of Displacement"; The Progressive diciembre 2009/enero 2010

### Poesía
- The Broken Ground. New York: Harcourt, Brace, 1964
- November twenty six nineteen hundred sixty three. New York: Braziller, 1964
- Openings. New York: Harcourt, Brace, 1968
- Farming: A Hand Book. New York: Harcourt, Brace, Jovanovich, 1970 (Berkeley: Counterpoint, 2011)
- The Country of Marriage. New York: Harcourt, Brace, Jovanovich, 1973
- An Eastward Look. Berkeley, California: Sand Dollar, 1974
- Sayings and Doings. Lexington, Kentucky: Gnomon, 1975
- Clearing. New York: Harcourt, Brace, 1977
- A Part. San Francisco: North Point, 1980
- The Wheel. San Francisco, North Point, 1982
- The Collected Poems, 1957-1982. San Francisco: North Point, 1985
- Sabbaths: Poems. San Francisco: North Point, 1987
- Traveling at Home. Press Alley, 1988; North Point 1989
- Entries. New York: Pantheon, 1994 (Washington D. C.: Counterpoint, 1997)
- The Farm. Monterey, Kentucky: Larkspur, 1995
- A Timbered Choir: The Sabbath Poems 1979-1997. Washington D. C.: Counterpoint, 1998
- The Selected Poems of Wendell Berry. Washington D. C.: Counterpoint, 1999
- The Gift of Gravity, Selected Poems, 1968-2000, Golgonooza Press (UK), 2002
- Sabbaths 2002. Monterey, Kentucky: Larkspur, 2004
- Given: New Poems. Washington D. C.: Shoemaker & Hoard. 2005
- Window Poems. Washington, D. C.: Shoemaker & Hoard, 2007
- The Mad Farmer Poems. Berkeley: Counterpoint, 2008
- Sabbaths 2006. Monterey, Kentucky: Larkspur, 2008
- Leavings. Berkeley: Counterpoint, 2010
- Sabbaths 2009. Sewanee Review, Spring 2011, vol. 119, Nº 2, pp. 198-205
- New Collected Poems. Berkeley: Counterpoint, 2012
- This Day: Sabbath Poems Collected and New 1979-2013. Berkeley: Counterpoint, 2013

### Entrevistas
- Beattie, L. Elisabeth (Editor). "Wendell Berry" in Conversations With Kentucky Writers,  U P of Kentucky, 1996
- Berger, Rose Marie. "Wendell Berry interview complete text," Sojourner's Magazine, July 2004[27]
- Fisher-Smith, Jordan. "Field Observations: An Interview with Wendell Berry'" [28]
- Grubbs, Morris Allen (editor). Conversations with Wendell Berry, U P of Mississippi, 2007
- Lehrer, Brian. The Brian Lehrer Show WYNC, 17 de octubre de 2013[29]
- Leonard, Sarah. "Nature as an Ally" Dissent, Vol. 59, No. 2, primavera 2012
- Minick, Jim. "A Citizen and a Native: An Interview with Wendell Berry" Appalachian Journal, Vol. 31, Nos 3–4, (primavera-verano, 2004)[30]
- Weinreb, Mindy. "A Question a Day: A Written Conversation with Wendell Berry"  en Merchant[31]
- Brockman, Holly. "How can a family ‘live at the center of its own attention?’ Wendell Berry’s thoughts on the good life", January/February 2006[32]
- Smith, Peter. "Wendell Berry's still unsettled in his ways." The Courier-Journal, 30 de sep 2007, A1.
- "Wendell Berry: A conversation," The Diane Rehm Show. WAMU 88.5 American University Radio, 30 de noviembre de 2009.[33]
- "Wendell Berry: Poet & Prophet," Moyers & Company. PBS. 4 de octubre de 2013.[34]

### Ediciones en español
- Sexo, economía, libertad y comunidad, Nuevo Inicio, Granada, 2012
- Fidelity: Cinco Relatos, Nuevo Inicio, Granada, 2012
- La vida es un milagro, Nuevo Inicio, Granada, 2013
- Velad conmigo y otros seis relatos acerca del todavía recordado Ptolemy Proudfoot y de su esposa, la señorita Minnie, con apellido de soltera Quinch, Nuevo Inicio, Granada, 2017
- ¿Para qué sirve la gente?, Nuevo, Inicio, Granada, 2018
- El arte de cuidar la casa común: Ensayos sobre cultura agraria editados e introducidos por Norman Wirzba, Nuevo Inicio, 2019
- El fuego del fin del mundo, Errata Naturae, Madrid, 2020